# Pingshan, Pingshan
Pingshan (kinesiska: 坪山) är ett stadsdelsdistrikt i staden Shenzhen i provinsen Guangdong i sydöstra Kina. Det ligger i stadsdistriktet Pingshan. Antalet invånare vid folkräkningen 2020 var 126 027.